# Weberův válec

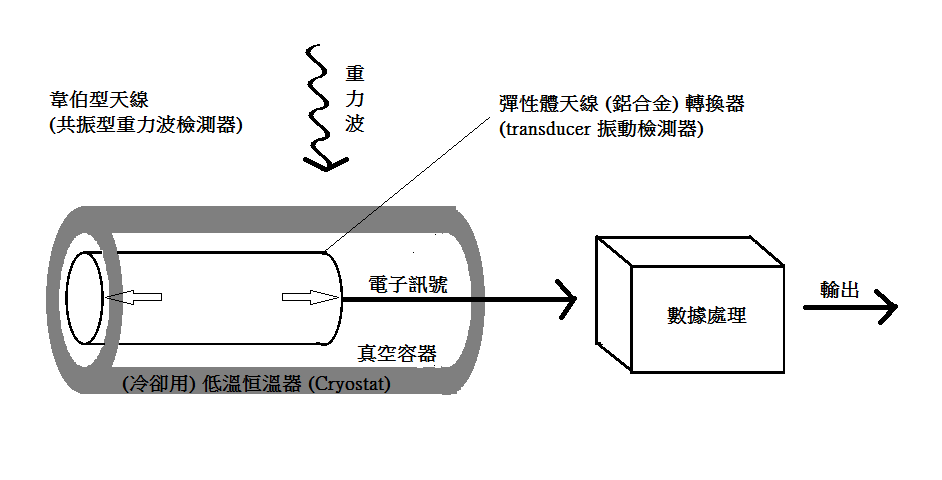
Struktura Weberova válce

Weberův válec je zařízení používané k detekci gravitačních vln, které vymyslel a zkonstruoval fyzik Joseph Weber na Marylandské univerzitě v College Parku. Přístroj se skládal z několika hliníkových válců o délce 2 metry a průměru 1 metr a antény pro detekci gravitačních vln.
Kolem roku 1968 Weber dospěl k závěru, že má "dobré důkazy" pro nalezení předpovězeného jevu. Nicméně jeho experimenty byly mnohokrát opakovány a vždy s nulovým výsledkem.
Experimenty prováděné Josephem Weberem byly velmi kontroverzní a jeho pozitivní výsledky, zejména tvrzení, že zaznamenal gravitační vlny z exploze SN1987A v roce 1987, byly široce zdiskreditovány. Kritika se zaměřila především na Weberovu analýzu dat.
Weberův první detektor byl vystaven v Smithsonian Institution jako součást výstavy "Einstein: Sté výročí" od března 1979 do března 1980. Druhý je vystaven u detektoru LIGO v Hanfordu.

## Mechanismus
Tyto masivní hliníkové válce vibrují na rezonanční frekvenci 1660 Hertz a byly navrženy tak, aby je rozpohybovaly gravitační vlny předpovězené Weberem. Protože měly být tyto vlny tak slabé, válce musely být masivní a piezoelektrické senzory musel být velmi citlivé, schopné detekovat změnu délky válců řádově asi 10−16 metrů.

## Další literatura
- WEBER, J. Gravitational radiation. Physical Review Letters. 1967, s. 498-501. doi:10.1103/PhysRevLett.18.498. Bibcode 1967PhRvL..18..498W.
- WEBER, J. Gravitational-wave-detector events. Physical Review Letters. 1968, s. 1307-1308. doi:10.1103/PhysRevLett.20.1307. Bibcode 1968PhRvL..20.1307W.
- WEBER, J. Evidence for discovery of gravitational radiation. Physical Review Letters. 1969, s. 1320-1324. doi:10.1103/PhysRevLett.22.1320. Bibcode 1969PhRvL..22.1320W.
- Weber, Joseph. Jak jsem objevil gravitační vlny, Populární Věda, Bonnier Corporation, Května 1972, Vol. 200, No. 5, pp. 106-107 & 190-192, ISSN 0161-7370.